# Atlantisz Könyvkiadó
Az Atlantisz Könyvkiadó – az Atlantisz Alapítvány ikerszervezete – egy 1990 óta működő nonprofit szervezet, melynek legfontosabb célja a magyar (humán) tudományos könyvkiadás fenntartása, gyarapítása. Főként a filozófia, a történelem, a vallástudomány, a művészetelméletek és a kultúrtörténet klasszikus és modern kulcsműveit adja ki.

## Története
A kiadó a nyolcvanas években működő társadalomelméleti folyóirat, a Medvetánc örököse; alapítói a Medvetánc szerkesztői és az Eötvös Loránd Tudományegyetem voltak. A kiadó változatlan - bővülő - profillal működik azóta is, nonprofit jelleggel.
Névválasztása nem véletlen: Atlantisz a szellem virtuális kontinensére utal; születésével egyidőben és a budapesti kiadóval összehangoltan a Prágai tavasz írói Csehszlovákiában, Brünnben is létrehoztak egy kiadót hasonló célkitűzéssel és azonos névvel, bár inkább szépirodalmi súlyponttal. A két kiadó az egykori kelet-európai demokratikus ellenzéki írók, művészek, társadalomkutatók egy csoportja által 1988-ban közösen alapított frankfurti Palais Jalta Institut keretei között működött együtt.
1990 óta a kiadó sorozatainak keretében több mint kétszáz könyv jelent meg.

## Sorozatok
- A kútnál
- Mesteriskola
- Circus Maximus
- Világváros
- Kísértések
- Veszedelmes viszonyok
- Európa születése

(Az Európa születése sorozat hat európai kiadó, a müncheni C. H. Beck, az oxfordi Blackwell, a madridi Crítica, a római Laterza, a párizsi Seuil és a budapesti Atlantisz közös könyvsorozata.)
- East-European Non-Fiction
- Kentaur
- Német Szellemtudományi Könyvtár
- A Francia Szellem Könyvtára
- Atlantisz - C. H. Beck közös sorozat
- Az Ezeregyéjszaka meséi
- Platón összes művei

## Külső hivatkozások
- Az Atlantisz Kiadó honlapja